# 李麗珍
李麗珍（英語：Rachel Lee Lai Chun；1966年1月8日—），香港女演員，2020年3月前英文名曾為「Loletta Lee」，父母皆為印尼華人。1998年曾改名李孋珍，2000年改回本名李麗珍。1999年，李麗珍憑許鞍華執導電影《千言萬語》分別奪得第36屆金馬獎最佳女主角及第5屆香港電影金紫荊獎最佳女主角殊榮，成為雙料影后。

## 演藝歷程
李麗珍早年在香港島鰂魚涌居住，小學時移居大坑勵德邨德全樓。她本來就讀位於跑馬地的小學，卻因乘電車時暈車浪而轉到寓所附近的小學完成學業。1981年，15歲的李麗珍在就讀中學時期逛街時被星探挖掘開始拍攝廣告。1983年，17歲的李麗珍於北角協同中學中五畢業；她隨即加入娛樂圈遇到第一個伯樂麥當雄，拍了第一部電影《停不了的愛》踏入影壇；拍攝該片後期並同時接拍由黃百鳴製作之電影《開心鬼》，常被視為開心少女組一員。
1985年，此前的李麗珍均在片中擔任一些配角，在影片《為你鍾情》裡首次擔當女主角，與張國榮同挑大樑；此後數年皆參與演出不少香港電影。
1987年，憑著著名導演譚家明執導的《最後勝利》獲提名第7屆香港電影金像獎最佳女主角。
1992年，開始往電視圈發展並加入無綫電視首度演出25週年台慶劇《大時代》飾演方婷一角；劇集播出後為觀眾所注意。
1993年為求事業突破而接拍了三級片《愛的精靈》和《蜜桃成熟時》，因此名躁一時；其中《蜜桃成熟時》票房高達港幣1200萬，同年，又接拍了無綫電視電視劇《俠女游龍》擔住女主角，更簽約香港華納唱片推出劇中主題曲《不應再想你》及另一首單曲《真心不會變》，是她首次灌錄個人歌曲（收錄於華納天碟金曲精選五合輯)。由於《愛的精靈》和《蜜桃成熟時》的大受歡迎，使得眾多片商爭相邀約李麗珍拍攝三級片。
1994年，拍攝第四部三級片《不扣鈕的女孩》。同年與藝能動音簽約，於台灣推出其首張國語專輯《純真》，由台灣著名音樂人陳耀川擔任製作人：主打作品為《純真》、《愛了就不後悔》及《說不愛就不愛》，亦推出了《愛了就不後悔》粵語版。
1996年，她被王晶開出的港幣400萬片酬打動，接拍電影《玉蒲團之玉女心經》，之後便宣佈不再接拍三級片。
1999年，李麗珍憑著演技實力，藉許鞍華導演的電影《千言萬語》分別奪得第36屆金馬獎最佳女主角及第5屆香港電影金紫荊獎最佳女主角殊榮，走到演藝事業的最高峰 。
2000年初，李麗珍為挑戰自己的實力，演出未曾嘗試過的舞台劇 《聊齋新誌》。同年破天荒地先後為無綫電視及亞洲電視分別拍攝電視劇《男親女愛》及《美麗傳說》。
2013年，再次為無綫電視拍劇，參演曾志偉和陳維冠攜手監製的年度重頭劇《女人俱樂部》，飾演朱莉一角；連同昔日女神李若彤、袁潔瑩、陳慧珊、葉蘊儀、張慧儀和江欣燕合作，該劇於2014年4月21日首播。
2019年，李麗珍藉ViuTV電視劇《娛樂風雲》久休復出，飾演年輕時曾經是影視界當紅花旦的練月美。

## 感情生活與婚姻
李麗珍的第一任男友是狄波拉的弟弟柏德烈，後來在與香港小虎隊成員之一林利合作《瘋狂遊戲》時與其相戀，幾個月之後，再度牽手柏德烈。後來陸續和漫畫家祁文傑、太極樂隊成員之一雷有暉、TVB藝人錢嘉樂等相戀。和張國榮合作《為你鍾情》時也曾爆出緋聞。
1996年與香港音樂創作人許愿結婚，被傳媒冠以“美女與野獸”的結合。翌年誕下女兒許倚榕。2000年，李麗珍與許愿離婚，女兒撫養權歸其擁有。
2004年，因與已婚髮型師馬桂燦伉儷（Jacky Ma）傳出三角家庭緋聞而大受打擊，寫好6封遺書，安排好父母，託付女兒給前男友，自殺未遂。
2008年，李麗珍和潘源良戀情曝光。李麗珍和潘源良四分四合，待對方一聲不響在多倫多結了婚，這段長達十年的愛情，終於緣盡。

## 影視作品

### 電影
以香港片名為主
| 年份 | 片名                  | 角 色              | 合 作 演 員                                                            |
| 1984 | 停不了的愛            | 阿妹               | 劉德華、溫碧霞、吳孟達                                                 |
| 1984 | 開心鬼                | 林小花             | 黃百鳴、羅明珠、林姍姍、吳少剛、杜麗莎                                 |
| 1984 | 第8站                 | Margaret           | 葉德嫻、王書麒、谷峰                                                   |
| 1984 | 上海之夜              | 雞仔鳳             | 張艾嘉、葉蒨文、鍾鎮濤                                                 |
| 1984 | 聖誕快樂              | 阿珍               | 麥嘉、徐小鳳、陳百強、張國榮、梁韻蕊                                   |
| 1985 | 瘋狂遊戲              | 林美芝/JOE         | 孫明光、林利、胡渭康、吳少剛、邵國華、張衛健                           |
| 1985 | 鬼馬飛人              | 嘟嘟               | 王晶、鍾鎮濤、鍾楚紅、鄭則仕、夏文汐                                   |
| 1985 | 為你鍾情              | 余麗珍             | 張國榮、羅明珠、柏安妮、孟海、王書麒                                   |
| 1985 | 開心樂園              | 冇膽珍             | 黃百鳴、羅明珠、陳加玲、柏安妮、羅美薇、袁潔瑩、杜麗莎、鄭浩南、鄧寄塵 |
| 1986 | 八喜臨門              | 麥當娜（客串）     | 吳耀漢、馮寶寶、呂方、陳百強、羅美薇、關珮琳                           |
| 1986 | 戀愛季節              | ICY                | 黃耀明、林保怡                                                         |
| 1986 | 痴心的我（我已成年）  | 阿珍               | 張學友、羅美薇、王敏德、邵傳勇、谷峰、焦姣、白韻琹                     |
| 1986 | 最愛                  | 琳琳               | 張艾嘉、繆騫人、林子祥                                                 |
| 1987 | 富貴逼人              | 來弟               | 董驃、沈殿霞、陳奕詩、關珮琳、曾志偉                                   |
| 1987 | 鬼馬校園              | 李時珍             | 何啟南、陳松伶、陳山河、何佩兒、邵傳勇                                 |
| 1987 | 你OK我OK              | 客串               | 張國強、羅美薇、湯鎮業                                                 |
| 1987 | 最後勝利              | MIMI               | 曾志偉、徐克、李殿朗                                                   |
| 1988 | 富貴再逼人            | 來弟               | 董驃、沈殿霞、陳奕詩、關珮琳、盧冠廷                                   |
| 1988 | 猛鬼佛跳牆            | 阿珍               | 董驃、狄波拉、何啟南                                                   |
| 1988 | 殭屍叔叔              | 菁菁               | 午馬、錢嘉樂、陳友、元華                                               |
| 1988 | 繼續跳舞              | 朱芸芸             | 吳耀漢、曾志偉、繆騫人、新馬師曾、孟海                                 |
| 1989 | 富貴再三逼人          | 來弟               | 董驃、沈殿霞、陳奕詩、關珮琳、曾志偉、盧冠廷、陳山河                   |
| 1989 | 合家歡                | 廣告女郎           | 許冠文、黃百鳴、鄭文雅、王祖賢、肥媽                                   |
| 1989 | 小小小警察            | 空中小姐           | 曾志偉、恬妞、莫少聰、劉德華、苗僑偉                                   |
| 1989 | 我未成年              | 羅敏兒             | 鄭文雅、溫碧霞、袁潔瑩、陳加玲、任達華                                 |
| 1989 | 追女重案組            | 蘇幗英/英姐        | 溫碧霞、繆騫人                                                         |
| 1990 | 紅場飛龍（淚眼煞星）  | 紫炎珠             | 許冠傑、劉洵、利智、吳家麗、張曼玉                                     |
| 1990 | 開心鬼救開心鬼        | 客串               | 袁潔瑩、羅美薇、陳加玲                                                 |
| 1990 | 快樂的小雞            | PK                 | 李麗蕊、張耀揚、成奎安                                                 |
| 1990 | 監獄不設防            | 陳珍               | 陳佩珊、馮淬帆、王玉環、葉子楣、肥媽、李家聲、劉錫賢                   |
| 1990 | 阿修羅                | 阿珍               | 元彪、勝新太郎、阿部寬、葉蘊儀、名取裕子                               |
| 1991 | 馬路英雄              | Ann                | 張學友、莫少聰、陳雅倫、午馬、黃子揚                                   |
| 1991 | 上海1920              |                    | 尊龍、袁潔瑩                                                           |
| 1991 | 豪門夜宴              | 來弟               | 董驃、沈殿霞、關珮琳、曾志偉、吳耀漢、周星馳、葉蘊儀                   |
| 1991 | 地下兵工廠            | Edna               | 楊麗菁、李子雄                                                         |
| 1992 | 富貴黃金屋            | 來弟               | 董驃、沈殿霞、陳奕詩、關珮琳、盧冠廷、黃光亮                           |
| 1992 | 夏日情人              | 阿珍               | 葉玉卿、莫少聰、張堅庭                                                 |
| 1992 | 龍騰四海              | 蚊滋               | 劉德華、吳家麗、鄧光榮、黎明                                           |
| 1992 | 神槍手與咖喱雞        | 張家希             | 張學友、張堅庭、董瑋、符鈺晶                                           |
| 1992 | 音樂殭屍              | 珠珠               | 林正英、馮淬帆、李家聲、熊欣欣                                         |
| 1992 | 家有囍事              | 常歡女友           | 周星馳、張曼玉                                                         |
| 1993 | 人生得意衰盡歡        | 李倩兒             | 李子雄、葉蘊儀、楊麗菁、袁潔瑩、劉青雲                                 |
| 1993 | 笑俠楚留香            |                    | 郭富城、邱淑貞、葉蘊儀、袁詠儀                                         |
| 1993 | 馬路天使              |                    | 莫少聰、杜德偉、馬海倫、何沛東                                         |
| 1993 | 少年衛斯理之天魔之子  | 祝香香             | 吳大維、黃錦燊、袁祥仁、譚筠怡、周景揚                                 |
| 1993 | 郎心如鐵              | Annie Cheung       | 吳家麗、羅慧娟、白石千、黃錦燊、陳國新                                 |
| 1993 | 愛的精靈              | 凌貝嘉             | 潘震偉、林偉、陳佩珊、范愛潔                                           |
| 1993 | 蜜桃成熟時            | 阿珍（Jane）       | 潘震偉、成奎安、黃光亮、邵傳勇                                         |
| 1994 | 不扣鈕的女孩          | 阿珍               | 梁思浩、徐錦江、邵仲衡、吳妙儀                                         |
| 1994 | 少年衛斯理II聖女轉生  | 祝香香/邀月公主    | 吳大維、黃錦燊、袁祥仁、陳國新、梁愛                                   |
| 1994 | 風塵三女俠            | 阿珍               | 陳雅倫、梁思敏、鄭伊健、陳國邦                                         |
| 1995 | 驚夢魂                | 方芷               | 林立三、曹國輝                                                         |
| 1995 | 馬路英雄II非法賽車    |                    | 張智霖、黃秋生、魏駿傑、吳國敬、伍詠薇                                 |
| 1996 | 玉蒲團之玉女心經      | 西門柔             | 舒淇、徐錦江、吳毅將、駱達華、黃一飛                                   |
| 1996 | 古惑女之決戰江湖      | 波子               | 吳鎮宇、唐文龍、莫文蔚、麥家琪、陳妙瑛                                 |
| 1996 | 旺角揸Fit人           | 茶餐廳／車仔麵     | 吳鎮宇、丁子峻、蘇志威、陳寶蓮                                         |
| 1996 | 血腥Friday            |                    | 任達華、蔡少芬                                                         |
| 1996 | 四個32A和一個香蕉少年 |                    | 江麗娜、文頌嫻、蔡詩敏、何嘉莉、莫文蔚、李惠敏、王馨平                 |
| 1999 | 千言萬語              | 蘇鳳娣             | 李康生、黃秋生、謝君豪                                                 |
| 2000 | 創業玩家              | 李麗珍（客串）     | 許冠文、劉雅麗                                                         |
| 2001 | 陰陽愛                | Winnie             | 王傑、張智霖                                                           |
| 2001 | 7號差館               | Oscar              | 許志安、雷宇揚、張達明、袁潔瑩、蘇永康、李純恩                         |
| 2001 | 殺科                  |                    | 許志安、雷宇揚、陳敏之、李煒尚、謝天華、吳廷燁                         |
| 2001 | Fing頭K王之王         | 李幫辦（Dinny）    | 鄭嘉穎、李璨琛                                                         |
| 2002 | 飄忽男女              | Coco               | 陳浩民、梁漢文、張燊悅、佘詩曼、顏穎思                                 |
| 2002 | 我愛一碌葛            | 鯪魚球             | 陳雅倫、杜德偉、呂方、梁漢文、鄭中基                                   |
| 2002 | 花園街一號            | Rachel             | 陳敏之、王喜、黎耀祥                                                   |
| 2002 | 母親快樂              | 郭辛麗 （丽丽）    |                                                                        |
| 2003 | 我的麻煩老友          | 阿童               | 譚耀文、黎耀祥                                                         |
| 2003 | 給他們一個機會        | 酒店接待員（客串） | 許志安                                                                 |
| 2004 | 新水滸英雄傳          | 孫二娘             | 成奎安、劉以達                                                         |
| 2004 | 功夫老爸              | 兒媳               | 黃一飛、陈启泰                                                         |
| 2005 | 魔幻賭船              | 路華蘭             | 曾志偉、張燊悅                                                         |
| 2005 | 卡布奇諾              | 黑衣女郎           | 午馬、楊子                                                             |
| 2007 | 野·良犬               | 宏母               | 陳奕迅、林苑、曾志偉、林子祥                                           |
| 2009 | 紅河                  | 阿水               | 張家輝、李修賢、張靜初                                                 |
| 2011 | 開心魔法              | 客串（畢野武母親） | 黃百鳴、吳尊、吳千語                                                   |
| 2015 | 紀念日                | 麗姐（靚寶哥之妻） | 邵仲衡、方力申、鄧麗欣                                                 |
| 2019 | 九龍不敗              | 小珍               | 張晉、安達臣·施華                                                      |
| 2020 | 熱血合唱團            | 信希媽             | 劉德華、吳岱融、王智騫                                                 |
| 2021 | 濁水漂流              | 陳妹               | 吳鎮宇、謝君豪                                                         |
| 2021 | 鬼同你住              | 梁惠瓚             | 黃又南、太保                                                           |
| 2024 | 望月                  | 瑛姐               | 李靖筠、陳湛文、李芯駖                                                 |

### 電視劇（無綫電視）
| 首播   | 劇 名          | 角 色                | 合 作 演 員                                                                            | 備 註          |
| 1992年 | 《破繭邊緣》   | 周 蜜                | 張兆輝、楊寶玲、陳美琪、林保怡、張鳳妮                                                 | 第一女主角     |
| 1992年 | 《大時代》     | 方 婷                | 鄭少秋、劉青雲、藍潔瑛、周慧敏、郭藹明、林保怡、陶大宇、邵仲衡                         | 四大女主角之一 |
| 1994年 | 《俠女游龍》   | 李鳳姐               | 羅嘉良                                                                                 | 第一女主角     |
| 2000年 | 《男親女愛》   | 馮家麗（Michelle）   | 鄭裕玲、黃子華、鄧健泓、原子鏸、苑瓊丹、蔣志光、陳彥行、阮小儀、李國麟                 | 特別演出       |
| 2014年 | 《女人俱樂部》 | 朱 莉（Julie、阿喎） | 陳慧珊、李若彤、吳啟華、袁潔瑩、江欣燕、張慧儀、葉蘊儀、鄭丹瑞、鄭敬基、岑麗香、張致恆 | 七大女主角之一 |

### 電視劇（亞洲電視）
| 首播   | 劇 名        | 角 色  | 合 作 演 員                                          | 備 註      |
| 2000年 | 《美麗傳說》 | 香子欣 | 陳法蓉、陳 煒、田蕊妮、任達華、江美儀、曾 江、黃智賢 | 第一女主角 |

### 電視劇（ViuTV）
| 首播   | 劇 名        | 角 色  | 合 作 演 員                                                                   | 備 註      |
| 2019年 | 《娛樂風雲》 | 練月美 | 袁富華、陳國邦、廖碧兒、何啟華                                                | 第一女主角 |
| 2023年 | 《和解在後》 | 莊太   | 趙善恆、蘇雅琳、梁祖堯、谷德昭、岑珈其、袁綺雯、李 敏、何洛瑤、柯煒林、袁富華 | 特別演出   |

### 電視劇（香港電台）
| 首播   | 劇 名                            | 角 色 | 合 作 演 員            | 備 註  |
| 1990年 | 《雙城記：信天遊》（電視單元劇） | 周 紅 | 吳啟華、劉玉婷、劉芊蒂 | 女主角 |

### 電視劇集（中國大陸）
| 首播   | 劇 名              | 角 色 | 合 作 演 員                  | 備 註  |
| 2005年 | 《仙劍奇俠傳》     | 聖 姑 | 胡歌、劉亦菲、安以軒、劉品言 | 女配角 |
| 2020年 | 《我在香港遇見他》 | 張 蕴 |                              | 網絡劇 |
| 2025年 | 《守誠者》         | 紅 姐 |                              | 網絡劇 |

### 節目主持（ViuTV）
| 首播           | 節 目 名           | 備 註 |
| 2019年至2020年 | 《一切從失婚開始》 |       |

### 舞台劇
- 2001年 《聊齋新誌》（合作演員：鄭少秋、焦媛）

### 曾參與拍攝的音樂錄影帶（MV）
- 2023年：《最愛是誰 My Dearest》（張國榮主唱，出自《Remembrance Leslie》紀念專輯）[12]

## 音樂作品

### 唱片
| # | 專輯名稱 | 專輯類型 | 發行公司 | 發行日期  | 曲目 |
| - | -------- | -------- | -------- | --------- | --- |
| 1 | 純真     | 國語大碟 | 飛碟唱片 | 1994年7月 | 1. 純真 2. 愛了就不後悔 3. 一千個夜一千顆心 4. 情已至此 5. 說不就不愛 6. 不管別人怎麼說 7. 我的心像朵玫瑰 8. 愛情你懂嗎? 9. 放縱我的溫柔 10. 天天不一樣 |

### 單曲
- 1993年：《真心不會變》（收錄於「華納天碟金曲精選五」合輯）
- 1993年：《不應再想你》(TVB電視劇《俠女游龍》主題曲)（收錄於「華納天碟金曲精選五」合輯）
- 1993年：《愛於錯誤年代》 (《新鴛鴦蝴蝶夢》廣東版)（收錄於「華納天碟金曲精選七」合輯）
- 1994年：《恍怫裡，彷佛想您》 (電影《不扣鈕的女孩》主題曲)（收錄於「華納天碟金曲精選八」合輯）
- 1994年：《愛了就不後悔》（廣東版）（收錄於「藝能動音群星譜Vol 2」合輯）

### 音樂特輯
| 年份   | 音樂特輯 | 導演   | 合作   |
| ------ | -------- | ------ | ------ |
| 1985年 | 《驚情》 | 張國榮 | 張國榮 |

## 獎項紀錄
| 年份   | 頒獎典禮                  | 獎項       | 作品名稱 | 角色名稱 | 結果 |
| ------ | ------------------------- | ---------- | -------- | -------- | ---- |
| 1985年 | 第4屆香港電影金像獎       | 最佳女配角 | 上海之夜 | 雞仔鳳   | 提名 |
| 1985年 | 第4屆香港電影金像獎       | 最佳新演員 | 上海之夜 | 雞仔鳳   | 提名 |
| 1988年 | 第7屆香港電影金像獎       | 最佳女主角 | 最後勝利 | Mimi     | 提名 |
| 1999年 | 第36屆金馬獎              | 最佳女主角 | 千言萬語 | 蘇鳳娣   | 獲獎 |
| 2000年 | 第6屆香港電影評論學會大獎 | 最佳女演員 | 千言萬語 | 蘇鳳娣   | 提名 |
| 2000年 | 第19屆香港電影金像獎      | 最佳女主角 | 千言萬語 | 蘇鳳娣   | 提名 |
| 2000年 | 第5屆香港電影金紫荊獎     | 最佳女主角 | 千言萬語 | 蘇鳳娣   | 獲獎 |
| 2021年 | 第15屆亞洲電影大獎        | 最佳女配角 | 濁水漂流 | 陳妹     | 提名 |
| 2021年 | 第58屆金馬獎              | 最佳女配角 | 濁水漂流 | 陳妹     | 提名 |
| 2022年 | 第40屆香港電影金像獎      | 最佳女配角 | 濁水漂流 | 陳妹     | 提名 |

## 外部連結
- 李麗珍的Instagram帳戶
- 中文電影資料庫─李麗珍 （页面存档备份，存于）
- 李麗珍的新浪博客
- 李麗珍在互联网电影资料库（IMDb）上的資料（英文）
- 李麗珍的新浪微博
- 李麗珍在香港影庫上的簡介
- 李麗珍在豆瓣上的资料（简体中文）
- 李麗珍在时光网上的簡介（简体中文）

| 前任： 李小璐 | 金馬獎最佳女主角 1999年 | 繼任： 張曼玉 |